# Johannes Petreus
Johannes Petreus, deutsch: Petersen, (* um 1540 in Holdenis-Brarup; † 1603 in Odenbüll auf Nordstrand) war ein Pastor und Chronist.

## Leben und Wirken
Johannes Petreus war ein Sohn des Zimmermanns Peter Hansen (* vor 1510 in Töstrup, seit 1530 in Flensburg lebend; † 5. Juli 1580) und dessen Ehefrau Margareta, die 1579 starb. Er verbrachte seine Kindheit in Flensburg und besuchte 1560 eine Schule in Magdeburg. Vermutlich ab 1561 studierte er Theologie an der Universität Wittenberg und beendete das Studium im März 1565.
Nach Studienende zog Petreus gemeinsam mit Johannes Harsen, einem Freund aus Schul- und Studienzeiten, nach Evesbüll auf Nordstrand. Harsen († 12. März 1600), der aus Evesbüll stammte, besaß eine bedeutende Bibliothek, die die Grundlage für den Catalogus vetustus bildete, der Informationen zu abgegangenen Kirchen in Nordfriesland enthält. Harsens Vater vermittelte Petreus eine Pfarrstelle in Odenbüll, wo er lebenslang wirkte.
Petreus starb laut der überwiegenden Anzahl der Quellen im Jahr 1605. Mitunter ist auch das Jahr 1603 verzeichnet, das aufgrund der während dieser Zeit grassierenden Pest wahrscheinlicher erscheint. 1602 schrieb er nachweislich noch; 1604 hatte sein Sohn seine Pfarrstelle übernommen.

## Familie
Am 8. Juni 1566 heiratete Petreus Catharina (* 1534), deren Vater Laurens Hinrichsen aus Evensbüll stammte und die eine Witwe des Pastors Friedrich Detlefsen in Hersbüll war. Das Ehepaar hatte drei Töchter und zwei Söhne. Von diesen Kindern überlebte nur Johannes Petreus (* 25. März 1567; † 1624), der 1593 Diakon in Evensbüll wurde und um 1604 die Stelle seines Vaters übernahm. Die drei darauffolgenden Generationen der Söhne arbeiteten ebenfalls als Pastoren.
Catharina Petreus starb am 18. Juli 1582. Johannes Petreus heiratete ein Jahr später erneut eine Frau gleichen Vornamens (* 1562), deren Vater Matthias Petersen Pomerening Pastor in Evensbüll war. Aus dieser Ehe gingen zwei Töchter und ein Sohn hervor.

## Werke
Petreus verfasste Annalen des alten Nordstrandes, die den Zeitraum von 1565 bis 1597 umfassen. Ab 1597 schrieb er die Korte Beschrivinge des Lendlins Nordstrand, für die er große Teile der zuvor erstellten Annalen verwendete. Neben der eigentlichen Beschreibung enthält das Werk eine Darstellung der Topographie. Außerdem berichtete Petreus darin über Kirchen, Schulen, die Regierung und Verwaltung. Anschließend fügte er eine Chronik hinzu. Diese bestand für die Geschichte bis 1565 zumeist aus Urkunden und anschließend aus einer Chronik.
In Petreus’ Beschrivinge ist darüber hinaus die älteste Karte Nordstrands zu finden. Diese ist interessant für Studien der Kulturhistorie und der wichtigste Beleg für die Rechtsgeschichte der Region seit der Siebenhardenbeliebung. Der Chronist Anton Heimreich entnahm Petreus’ Werk viele Informationen.